# ユア・ミラー
「ユア・ミラー」（原題： I'll Be Your Mirror）は、ヴェルヴェット・アンダーグラウンドとニコが1966年に発表した楽曲。作詞作曲はルー・リード。デビューシングル「オール・トゥモロウズ・パーティーズ」のB面に収録された。

## 概要
1965年11月、ヴェルヴェット・アンダーグラウンドのドラマーのアンガス・マクリーズはグループが商業主義的になったと主張し、脱退。ほどなくしてモーリン・タッカーが後任として参加する。そして12月、映画作家のバーバラ・ルービンがヴェルヴェット・アンダーグラウンドをアンディ・ウォーホールに紹介した。ウォーホールは彼らに、ニコと組むことを提案。同月、グループのコンサートの後でニコはルー・リードに「ねえルー。私、あなたの鏡になる」と言った。リードの伝記『Transformer: The Lou Reed Story』によれば、この言葉を元に「ユア・ミラー（I'll Be Your Mirror）」は書かれたという。
1966年4月、ニューヨークのセプター・スタジオが4日間おさえられ、ファースト・アルバムのための多くの楽曲が録音された。バンドのメンバーは「ユア・ミラー」のレコーディングで、ニコに対し、細く、繊細なボーカルを求めたが、彼女はテイクを重ねるにしたがって、ますます声を張り上げ、攻撃的に歌った。スターリング・モリソンはのちのインタビューで次のように答えている。
1966年7月、ヴェルヴェット・アンダーグラウンドの最初のシングル「オール・トゥモロウズ・パーティーズ」が発売される。「ユア・ミラー」はそのB面に収録された。「オール・トゥモロウズ・パーティーズ」もニコがリード・ボーカルを務めている。
1967年3月12日発売のアルバム『ヴェルヴェット・アンダーグラウンド・アンド・ニコ』に収録された。アルバム・バージョンはフェイドアウトするが、先に発売されたシングル・バージョンはフェイドアウトしない。シングル・バージョンは2002年に発売されたファースト・アルバムのデラックス・エディションに収録された。
1972年1月28日、ルー・リード、ジョン・ケイル、ニコの3人はパリのバタクランでコンサートを行い、フランスのテレビ局はコンサートの模様を放映した。「ユア・ミラー」も演奏された。この時の音源は長年、ブートレッグで聴かれてきたが、2004年に正式にアルバムとして発売された（『Le Bataclan '72』）。
リードは1998年に発表したライブ・アルバム『Perfect Night: Live in London』で本作品を演奏した。

## カバー・バージョン
- アリス・テレル - 1985年のアルバム『Les enfants du Velvet』に収録。
- プリミティヴス - 1989年のアルバム『Pure』に収録。
- アトラス・サウンド - 2008年のシングル。
- コートニー・バーネット - 2021年のコンピレーション・アルバム『I’ll Be Your Mirror: A Tribute to The Velvet Underground & Nico』に収録[6]。